# Ahmet Suat Özyazıcı
Ahmet Suat Özyazıcı (* 1. Januar 1936 in Trabzon; † 18. Februar 2023 ebenda) war ein türkischer Fußballspieler und Trainer.
Ahmet Suat Özyazıcı begann seine Karriere 1956 als Spieler bei Trabzon İdmanocağı. Später wechselte er zu Trabzonspor. Dort spielte er bis zu seinem Karriereende. Danach wurde er Trainer Trabzonspors. 1976 schaffte er es, mit Trabzonspor türkischer Meister zu werden. Es war die erste Mannschaft aus Anatolien, die türkischer Fußballmeister wurde. Dieses Ergebnis schaffte Özyazıcı insgesamt vier Mal.
Mit der türkischen Fußballauswahl nahm er an den Olympischen Sommerspielen 1960 in Rom teil.
Özyazıcı starb am 18. Februar 2023 im Alter von 87 Jahren.

## Erfolge

### Als Trainer
Trabzonspor
- Türkischer Meister (4): 1976, 1977, 1980, 1984
- Türkischer Pokalsieger (3): 1977, 1978, 1984
- Türkischer Supercupsieger (4): 1976, 1977, 1979, 1983
- Başbakanlık-Kupası-Sieger (2): 1976, 1978